# Rucervus schomburgki
Il cervo di Schomburgk è una specie estinta di cervo endemica della Thailandia.
Fu descritto per la prima volta da Edward Blyth, che gli diede il nome dell'allora console inglese a Bangkok, Sir Robert Schomburgk.
Si presume che la popolazione selvatica di questo cervo si sia estinta nel 1932, mentre l'ultimo individuo in cattività morì nel 1938. La specie è stata ufficialmente dichiarata estinta nella lista rossa del 2006 stilata dall'IUCN: tuttavia alcuni studiosi sostengono che esistano ancora alcuni esemplari vivi in natura.
Viveva nelle zone paludose e nei prati thailandesi, evitando la vegetazione troppo fitta.
La produzione intensiva di riso per l'esportazione avvenuta verso la fine del XIX secolo in Thailandia portò alla conversione della stragrande maggioranza dei terreni paludosi in campi coltivati, a discapito di questi cervi, ai quali il colpo di grazia venne dato dalla caccia intensiva alla quale vennero sottoposti.
Nel 1991, in un negozio di medicina cinese in Laos, Laurent Chazée, un agronomo dell'ONU, vide un palco di corna che identificò come appartenente ad un cervo di Schomburgk grazie a delle fotografie che portava con sé: si pensa che questa specie sopravviva ancora nel Laos, ma mancano studi che possano confermare questa ipotesi.